# 楚拉格科格爾山
46°58′35″N 10°50′27″E / 46.97639°N 10.84083°E

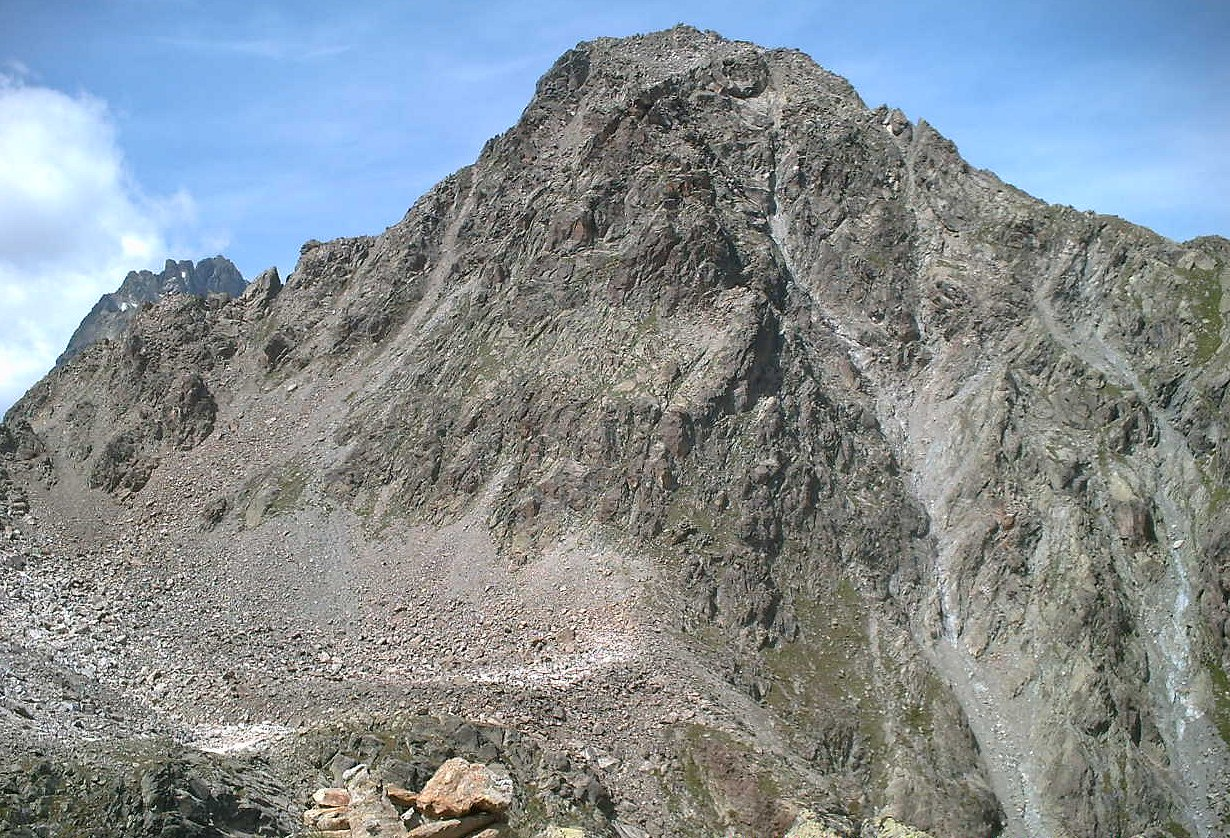

楚拉格科格爾山（德語：Zuragkogel），是奧地利的山峰，位於該國西部，由蒂羅爾州負責管轄，屬於奧茨塔爾阿爾卑斯山脈的一部分，海拔高度2,895米，人類在1901年8月19日首次登頂。